# Хрватски Лесковац
Хрватски Лесковац је насеље у саставу Града Загреба. Део насеља налази се у четврти Брезовица, а део у четврти Нови Загреб - запад. До територијалне реорганизације у Хрватској налазио се у саставу ужег подручја Града Загреба.

## Становништво
На попису становништва 2011. године, Хрватски Лесковац је имао 2.687 становника.

## Попис1991.
На попису становништва 1991. године, насељено место Хрватски Лесковац је имало 1.836 становника, следећег националног састава:
| Попис 1991.‍   | Попис 1991.‍  | Попис 1991.‍ | Попис 1991.‍ | Попис 1991.‍ |
| ------------- | ------------ | ----------- | ----------- | ----------- |
|               |              |             |             |             |
| Хрвати        | Хрвати       |             | 1.711       | 93,19%      |
| Срби          | Срби         |             | 40          | 2,17%       |
| Муслимани     | Муслимани    |             | 12          | 0,65%       |
| Албанци       | Албанци      |             | 7           | 0,38%       |
| Црногорци     | Црногорци    |             | 6           | 0,32%       |
| Словенци      | Словенци     |             | 4           | 0,21%       |
| Југословени   | Југословени  |             | 2           | 0,10%       |
| Грци          | Грци         |             | 1           | 0,05%       |
| Мађари        | Мађари       |             | 1           | 0,05%       |
| Немци         | Немци        |             | 1           | 0,05%       |
| Румуни        | Румуни       |             | 1           | 0,05%       |
| Чеси          | Чеси         |             | 1           | 0,05%       |
| остали        | остали       |             | 1           | 0,05%       |
| неопредељени  | неопредељени |             | 19          | 1,03%       |
| регион. опр.  | регион. опр. |             | 2           | 0,10%       |
| непознато     | непознато    |             | 27          | 1,47%       |
| укупно: 1.836 |              |             |             |             |